# Клање (секотина врата)
Клање, секотина врата (лат. vulnus scissum colli, vulnus seccatum colli), је самоубилачка, убилачка или задесна секотина врата (врста ране) настала дејством оштрице (сечива) механичког оруђа-оружја (нож, жилет, поломљено стакло, итд), која доводи до растављања ткива врата, и најчешће завршава смртним исходом.

## Етиологија
Клања (секотине врата), по пореклу су најчешће;
- самоубилачка,
- убилачка,
- задесног порекла (изуетно су ретке).

## Епидемиологија
На основу бројних истраживања, сваке године у свету између десет и двадесет милиона људи покуша самоубиство, а милион особа успе у тој намери. 
У Србији се сваке године убије 1.500 особа, и по броју самоубистава налази се на 13. месту на свету. Пролеће је, у психијатријском календару, означено као годишње доба са повећаним бројем самоубистава, а понедељак као најкритичнији дан у недељи.

## Клиничка слика
Локализација
Самоубилачке секотине врата, су најчешће локализоване у горњој трећини врата између тиреоидне хрскавице и језичне кости, ређе су на гркљану и душнику. 
Правац простирања секотине
- код дешњака-већи део секотине је на левој страни врата и простире се са лева-удесно и одозго надоле (косо),
- код левака- локализација секотине и правац простирања је обрнут.

Дубина секотине
Дубина секотине може бити различита, тако да је почетак секотине је дубљи, а завршетак плићи.
Крварење
Клање прати обилно крварење, а крв се слива углавном одозго надоле и преко предње стране врата и грудног коша.
Пробни резови
Паралелне секотине или засеци дуж ивица главне секотине су „пробни резови“. Они се углавном налазе уз главну секотину, или су у њеној непосредној близни, али могу бити и удаљени од главне секотине. 

### Самоубилачко клање
Самоубилачко клање има следеће карактеристике;
- „Пробни резови“, налазе се уз главну секотину, или су у њеној непосредној близни, али могу бити и удаљени од главне секотине
- Истовремени налаз секотина на рукама, са више сигурности указује на самоубиство.
- Окрвављеност коже шака, не искључују убиство, али не доказују и самоубиство, јер шаке могу остати неокрвављене, ако је превлачење ножа-сечива извршено нагло.
- Присуство алкохола, дроге и седатива у крви.

### Убилачко клање
- Секотине су претежно на десној страни врата, попречно су положене или косе.
- Правац простирања.Разликује се од самоубилачких, јер се секотина простире слева надесно и одоздо-навише.
- Дубина секотине је већа.
- Најчешће је засечен или пресечен кичмени стуб.
- Сливање крви, жртве је према позади и иза врата, по кожи леђа (јер убица најчешће делује позади жртве)
- Налаз на лицу, носу, а посебно на дланеној страни прстију и кожи длана, у виду секотина, последица је пружања отпора жртве.
- Засеченост, крагне или кравате.

## Галерија
- Нека од средстава којима се може обавити клање
- Секира из гвозденог доба
- Јатагани (сечива из средњег века)
- Срп